# 掛川郵便局
掛川郵便局（かけがわゆうびんきょく）は静岡県掛川市にある郵便局。民営化前の分類では集配普通郵便局であった。

## 概要
住所：〒436-8799 静岡県掛川市中央1-17-3
1871年（明治4年）の郵便制度発足にあたり東海道の各宿場に設けられた郵便取扱所を前身とする、日本で最も歴史ある郵便局の一つである。以降現在に至るまで、掛川の郵便事業の中心的な役割を果たし続けている。

## 沿革
- 1871年4月20日（明治4年3月1日） - 日本の近代郵便制度の創設とともに掛川郵便取扱所として開設[1]。
- 1873年（明治6年） - 掛川郵便役所となる。
- 1875年（明治8年）1月1日 - 掛川郵便局（四等）となる。翌日より為替取扱を開始。
- 1879年（明治12年） - 貯金取扱を開始。
- 1891年（明治24年）6月1日 - 掛川郵便電信局となる。
- 1903年（明治36年）4月1日 - 通信官署官制の施行に伴い掛川郵便局となる。
- 1949年（昭和24年）7月1日 - 特定郵便局から普通郵便局に局種別改定[2]。同日、電気通信業務の取扱を、新設の掛川電報電話局に移管[3]。
- 1952年（昭和27年）5月1日 - 西南郷簡易郵便局の廃止に伴い、取扱業務を承継。
- 1956年（昭和31年）10月1日 - 日坂郵便局から集配業務を移管。
- 1970年（昭和45年）3月9日 - 掛川市南西郷から、同市中央一丁目に局舎を新築、移転。
- 1991年（平成3年）10月1日 - 外国通貨の両替および旅行小切手の売買に関する業務取扱を開始。
- 2007年（平成19年）3月31日 - 西之谷簡易郵便局の廃止[4]に伴い、取扱事務を承継[5]。
- 2007年（平成19年）10月1日 - 民営化に伴い、併設された郵便事業掛川支店に一部業務を移管。
- 2012年（平成24年）10月1日 - 日本郵便株式会社発足に伴い、郵便事業掛川支店を掛川郵便局に統合。

## 取扱内容
- 郵便、印紙、ゆうパック、内容証明
- 貯金、為替、振替、振込、国際送金、国債、投資信託
- 生命保険、バイク自賠責保険、自動車保険
- ゆうちょ銀行ATM
- 「436-00xx」区域（掛川市（合併以前からの掛川市域の一部））の集配業務
  - ただし、「436-8501」区域（NECプラットフォームズ掛川事業所）の配達業務は、袋井郵便局が管轄
- ゆうゆう窓口

## 周辺
- 掛川城
- 静岡県立掛川西高等学校
- 掛川市立中央小学校
- 逆川
- 中部電力掛川営業所

## アクセス
- JR東海道新幹線・東海道本線、天竜浜名湖鉄道天竜浜名湖線 掛川駅から西へ約500m（徒歩約6分）
- しずてつバス、掛川バス、掛川市市街地循環バス 掛川郵便局前停留所下車
- 東名高速道路 掛川ICから北西へ約2km
- 駐車場あり：20台